# The Verve
The Verve war eine britische Band aus Wigan (Greater Manchester), die zu den bedeutendsten Vertretern des Britpops der 1990er Jahre zählte. Bekannt wurden sie durch den Song Bitter Sweet Symphony aus dem Jahr 1997.

## Geschichte

### Verve (1989–1994)
1989 gründeten die Schulfreunde Richard Ashcroft (Bandleader, Gesang), Peter Salisbury (Schlagzeug) und Simon Jones (E-Bass) am Winstanley Sixth Form College im englischen Wigan die Band Verve. Als Gitarrist wurde Nick McCabe verpflichtet, mit dem Ashcroft bereits vorher in den Formationen Butterfly Effect und Raingarden zusammen musizierte. 
Musikalische Einflüsse auf Verve entstammen dem Funk, Soul, Wave und Manchester Rave. Bands wie Funkadelic, The Electric Prunes, Spacemen 3 und John Martyn gelten als die Ideengeber der Band, wie auch die Ikonen des Krautrocks: Can. Die Wigan Demos der Band von 1990, mit denen sich die Band bei diversen Plattenlabels vorstellig machte, zeichneten sich durch spirituellen, perkussionistischen Funk mit Jazzelementen aus.
Vor allem fiel Verve durch den charismatisch-spirituellen Frontmann und dessen Bühnenpräsenz auf, „Mad Richard“, wie ihn die britische Presse für seine Behauptungen wie „er könne fliegen“ nannte. 1991 nahm sie die neu gegründete Virgin-Tochter „Hut Recordings“ unter Vertrag. Im März 1992 veröffentlichten sie ihre erste Single All in the Mind, die in den englischen Indie-Charts auf den obersten Rängen rangierte. Die beiden nachfolgenden Singles der Band (She’s a Superstar und Gravity Grave) landeten direkt an der Spitze dieser Charts. Die Band Mansun benannte sich nach der B-Seite A Man Called Sun. Das erste Minialbum The Verve E.P. erschien noch im selben Jahr. Zudem wurde vom amerikanischen Schwesterlabel Vernon Yard das Live-Album Voyager 1 in einer Auflage von 1000 Stück veröffentlicht.
Im Frühjahr 1993 veröffentlichte die Band den ersten vollständigen Longplayer, A Storm in Heaven, produziert von John Leckie. Das Album landete in den englischen Charts auf Platz 27. Wie bereits die The Verve E.P. enthält das Album sensible, sphärische Klangwelten, ist zugleich aber um einiges rockiger und düsterer. Im Sommer 1994 nahm Verve an der Lollapalooza-Festivaltournee in den USA teil. Salisbury wurde dabei nach diversen Gewaltausbrüchen verhaftet und Ashcroft kollabierte aufgrund von Dehydrierung im Zusammenhang mit Drogenkonsum. Als Vorband der Smashing Pumpkins kamen sie schließlich im selben Jahr auch noch nach Frankfurt.

### The Verve (ab 1994)

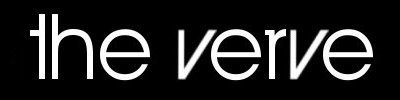
Festes Bandlogo ab 1997

Das Plattenlabel Verve/Deutsche Grammophon veranlasste Ende 1994 gerichtlich die Umbenennung der Band wegen Namensgleichheit. Zunächst wollte die Band das zweite E im Namen streichen und begann die Aufnahmen zum zweiten Album unter dem Arbeitstitel Verv – Droppin’ E for America. Schließlich entschied sie sich für „The Verve“. Die Umbenennung wurde mit der B-Seiten-Kollektion No Come Down publiziert.
The Verve vollzog einen Imagewechsel: Owen Morris, der Oasis-Produzent, wurde zurate gezogen, die langen Hippiemähnen gestutzt, auf die Kleidung geachtet und auf die Hall- und Delayeffekte verzichtet. Im Juni 1995 erschien A Northern Soul. Es ist insgesamt poppiger als sein Vorgänger. Dennoch ist es sehr experimentell, rockig und kraftvoll und weist einige bluesig-soulige Elemente auf. Ashcroft singt erstmals mit voller Stimme und von viel mehr Liebe, Depression und Einsamkeit als zuvor. Mit On Your Own und History enthält es bereits die ersten beiden balladesken Hymnen, für die The Verve später berühmt geworden ist. Der Albumtitel bezieht sich auf den Northern Soul, die Lieblingsmusik der britischen Mods. A Northern Soul landete auf Platz 13 der britischen Charts.
Wegen Spannungen zwischen Frontmann und Gitarrist verließ Richard Ashcroft nach dem T-in-the-Park-Festival im Sommer 1995 zeitweilig die Band. Die Plattenfirma veröffentlichte zum Abschluss die Trennungsballade History. Ein paar Wochen nach der Trennung fand sich die Band jedoch wieder zusammen – allerdings ohne Nick McCabe. Simon Tong wurde sein Nachfolger, ein ehemaliger Klassenkamerad, der sich bereits bei mehreren Studioaufnahmen anderer Künstler verdingt hatte. Doch Ashcroft stellte bei den Aufnahmen für das dritte Album schnell fest: „Es ist dieser große Teil von The Verve, der nur entstehen kann, wenn Nick (McCabe) im Raum ist“. So entschloss er sich Ende 1996 schließlich, McCabe anzurufen und ihn zu bitten, wieder in die Band zurückzukommen. Wieder offiziell in die Band aufgenommen, spielte McCabe seine Gitarre nachträglich zu den meisten schon aufgenommenen Songs ein.

### Lizenzstreit umBitter Sweet Symphony
Im September 1997 wurde Urban Hymns veröffentlicht und geriet zum kommerziell erfolgreichsten Album der Band. Das Album ist eine Sammlung softer Britpop-Hymnen, Rockballaden und stadiontauglichen Bombastrockern. Die vorab ausgekoppelte Single Bitter Sweet Symphony wurde international einer der bekanntesten Songs von The Verve. Für die Aufnahme wurde als Loop ein Sample einer orchestralen Version des Rolling-Stones-Hits The Last Time verwendet, was zu einem Rechtsstreit führte: 1966 veröffentlichte das Andrew Oldham Orchestra, ein Nebenprojekt des Stones-Managers Andrew Loog Oldham, das Album The Rolling Stones Songbook, auf dem Orchesterversionen bisheriger Stones-Hits zu hören waren, darunter The Last Time. 1997 verwendete The Verve ein Sample aus der Aufnahme des Andrew Oldham Orchestra für ihren Hit Bitter Sweet Symphony (Platz 2 in Großbritannien); Autor war Richard Ashcroft. The Verve hatte zwar die Lizenz zur Nutzung des Samples von Decca Records, wo The Last Time in Großbritannien erschienen war. Allerdings hatte sich Allen Klein, den Oldham 1965 als Co-Manager der Stones gewonnen hatte, die Rechte an den Songs der Stones gesichert und machte diese 1997 gegenüber The Verve geltend. Daher musste die Band die Rechte an Bitter Sweet Symphony an Mick Jagger und Keith Richards übertragen. Erst 2019, nach jahrelangem Rechtsstreit und zehn Jahre nach Kleins Tod, gaben Jagger und Richards die Veröffentlichungsrechte an Richard Ashcroft zurück. 
The Drugs Don’t Work war der einzige Nummer-1-Hit von The Verve überhaupt.

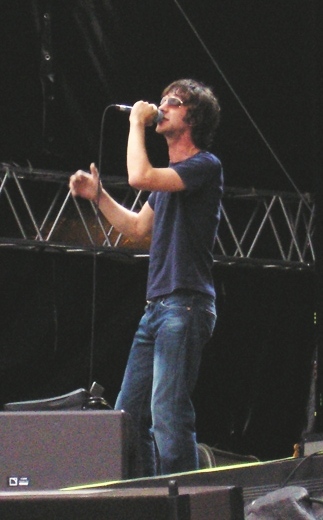
Richard Ashcroft (solo) im Juni 2005 in Köln

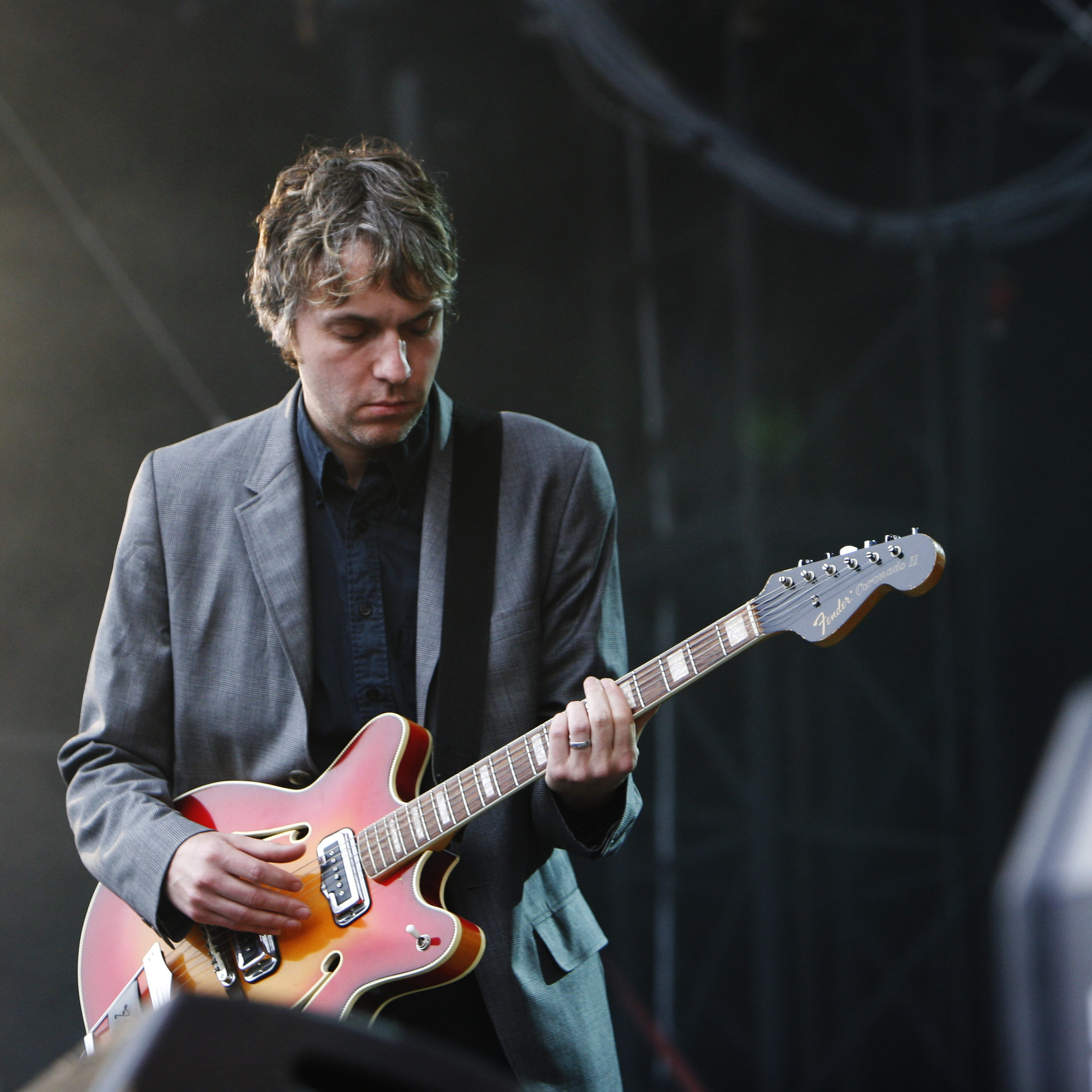
Simon Tong beim Konzert mit The Good, the Bad & the Queen

### Pausenjahre und Wiedervereinigung
Nach diversen Unstimmigkeiten mit Ashcroft verließ McCabe erneut die Band und wurde 1998 durch B. J. Cole ersetzt. The Verve löste sich schließlich am 28. April 1999 offiziell auf. Richard Ashcroft verfolgte seitdem eine Solokarriere und lieh außerdem für jeweils einen Track den Chemical Brothers (Song: The Test) und James Lavelle von U.N.K.L.E. (Song: Lonely Soul) seine Stimme.
Bis 2002 erfüllte Ashcroft als Solist den Fünf-Alben-Vertrag von The Verve mit Hut Recordings und veröffentlichte seine beiden ersten Alben. Im Juni 2007 verkündete die Band ihre Reunion in Urbesetzung, also ohne den 1995 als fünftes Mitglied hinzugestoßenen Simon Tong. Neben einer Tour durch England im Herbst 2007 ging die Band gemeinsam ins Studio. Das vierte Studioalbum Forth erschien im August 2008, vorab die Single Love Is Noise. Im Frühjahr und Sommer 2008 war die Band dazu in Europa und Nordamerika unterwegs und trat ausschließlich bei Festivals auf, wie dem Glastonbury Festival, Rock am Ring, Nova Rock, Rock Werchter, Coachella und Pinkpop.
Nach dem letzten Verve-Konzert beim V-Festival im August 2008 in England trat Richard Ashcroft nur noch ein Mal live und solo in Erscheinung. Danach verschwand die Band wieder aus der Öffentlichkeit. Die Bandmitglieder gingen ab 2009 wieder eigenen Projekten nach.

## Diskografie
Studioalben

| Jahr | Titel             | Höchstplatzierung, Gesamtwochen, AuszeichnungChartplatzierungen (Jahr, Titel, Platzierungen, Wochen, Auszeichnungen, Anmerkungen) | Höchstplatzierung, Gesamtwochen, AuszeichnungChartplatzierungen (Jahr, Titel, Platzierungen, Wochen, Auszeichnungen, Anmerkungen) | Höchstplatzierung, Gesamtwochen, AuszeichnungChartplatzierungen (Jahr, Titel, Platzierungen, Wochen, Auszeichnungen, Anmerkungen) | Höchstplatzierung, Gesamtwochen, AuszeichnungChartplatzierungen (Jahr, Titel, Platzierungen, Wochen, Auszeichnungen, Anmerkungen) | Höchstplatzierung, Gesamtwochen, AuszeichnungChartplatzierungen (Jahr, Titel, Platzierungen, Wochen, Auszeichnungen, Anmerkungen) | Anmerkungen                              |
| Jahr | Titel             | DE | AT | CH | UK | US | Anmerkungen                              |
| ---- | ----------------- | --- | --- | --- | --- | --- | ---------------------------------------- |
| 1993 | A Storm in Heaven | — | — | — | UK27 Gold · (2 Wo.)UK | — | Erstveröffentlichung: 15. Juni 1993      |
| 1995 | A Northern Soul   | — | — | — | UK13 Gold · (17 Wo.)UK | — | Erstveröffentlichung: 3. Juli 1995       |
| 1997 | Urban Hymns       | DE11 Platin · (56 Wo.)DE | AT9 (27 Wo.)AT | CH13 Platin · (28 Wo.)CH | UK1 ×11Elffachplatin · (161 Wo.)UK                                                                                                | US23 Platin · (46 Wo.)US | Erstveröffentlichung: 29. September 1997 |
| 2008 | Forth             | DE10 (8 Wo.)DE | AT11 (8 Wo.)AT | CH6 (9 Wo.)CH | UK1 Platin · (18 Wo.)UK | US23 (2 Wo.)US | Erstveröffentlichung: 18. August 2008    |